# Деветсил
«Деветсил» — чеська авангардна група, що з'явилася в Празі в 1920 році. Група сформулювала принципи поетизму, чеського сюрреалістичного руху. Брала активну участь у культурному житті Чехословаччини і вплинула на представників усіх жанрів чехословацького мистецтва. У політиці займала ліворадикальні комуністичні позиції.
Група була створена як частина загального напрямку модернізму в якості реакції на Першу світову війну. Перший час після утворення групи її учасники тяжіли до примітивізму, що надавало їй схожість з дадаїзмом. У ранні роки існування групи учасники в пошуках власного шляху експериментували з багатьма напрямками, в повній мірі не висловлюючи свою солідарність з ними. Особливий інтерес викликали у них російський футуризм, групи Пролеткульт, ЛЕФ. Нарешті, засновник і лідер групи Карел Тейге в 1924 році випустили маніфест поетистів, незалежно і на кілька місяців раніше сформулювавши ідеї, викладені в Маніфесті сюрреалізму Андре Бретона.